# Victor Pickard
Victor Willoughby Pickard (ur. 23 października 1903 w Hamilton, zm. 11 stycznia 2001 w Miami) – kanadyjski lekkoatleta, specjalista skoku o tyczce i rzutu oszczepem, zwycięzca igrzysk Imperium Brytyjskiego w 1930, dwukrotny olimpijczyk.
Zajął 5. miejsce w skoku o tyczce i odpadł w kwalifikacjach rzutu oszczepem (28. miejsce) na igrzyskach olimpijskich w 1924 w Paryżu. Na kolejnych igrzyskach olimpijskich w 1928 w Amsterdamie zajął 4. miejsce w skoku o tyczce.
Zwyciężył w skoku o tyczce (wyprzedzając Howarda Forda z Anglii oraz swego kolegę z reprezentacji Kanady Roberta Stoddarda na igrzyskach Imperium Brytyjskiego w 1930 w Hamilton.
Był mistrzem Kanady w skoku o tyczce w latach 1923, 1926 i 1928–1930 oraz w rzucie oszczepem w 1924 i 1926, a także wicemistrzem w rzucie oszczepem w 1929.
Był pierwszym kanadyjskim skoczkiem o tyczce, który przekroczył wysokość 4 metrów (4,04 m 7 lipca 1928 w Hamilton). Sześciokrotnie poprawiał rekord Kanady do wyniku 4,15 m, uzyskanego 4 maja 1929 w Columbus. Rekord ten był poprawiony dopiero w 1953 przez Rona Millera.
Najlepszy wynik Pickarda w hali wynosił 4,21 m (18 lutego 1929 w Nowym Jorku)